# عبد الرحمن الفريوائي
عبد الرحمن بن عبد الجبار الفريوائي (الأردية: عبد الرحمن فریوائی) هو عالم مسلم هندي ومحقق للمخطوطات في التراث الإسلامي ومترجم للتراث من اللغة العربية إلى اللغة الأردية. ومنتمي لحركة أهل الحديث في جنوب آسيا.

## مولده
وُلد الفريوائي في بريوا بجاور مدينة الله آباد في سنة 1952م.

## مسيرته العلمية
تخرج من الجامعة الرحمانية والجامعة السلفية في بنارس حاصلًا على شهادتي العالمية والفضيلة، ثم التحق بالجامعة الإسلامية بالمدينة المنورة وحصل على شهادات البكالوريوس والماجستير والدكتوراه، وبعد حصوله على الدكتوراه رجع إلى الهند وعمل مدرسًا في الجامعة السلفية لمدة خمس سنوات، ثم عمل أستاذ جامعي في جامعة الإمام محمد بن سعود الإسلامية ومضى على التدريس قُرابة 25 سنة.

## مؤلفاته وتحقيقاته
ألَّف الفريوائي مؤلَّفات كثيرة وهو غزير الإنتاج وبلغت مؤلفاته نحو 125 مُؤلَّفًا وقيل أنها تجاوزت 200 مؤلف، وأعماله تندرج تحت الكتب المطبوعة والمُحقَّقة والبحوثات والمقالات والشروحات، وفي مجال التحقيق فإن عدد تحقيقاته تبلغ نحو 53 تحقيق وركَّز في تحقيقه على التراث الإسلامي القديم وأعمال القدامى مثل: الجورقاني ووكيع بن الجراح وهناد بن السري وأبو حاتم الرازي والجلال السيوطي والشمس الذهبي والمروزي والمنذري وابن منده وعبد الغني المقدسي والحازمي وابن أبي شيبة والبيهقي وابن طاهر القيسراني، وعلى أعمال ابن تيمية ومحمد بن عبد الوهاب.